# Мендоса, Жозе
Жозе Алберту ди Паулину (порт. José Alberto de Paulino; 19 сентября, 1938, Сан-Паулу-ди-Луанда), более известный под именем Мендо(н)са (порт. Mendo(n)ça) — португальский футболист ангольского происхождения.

## Карьера
До 1975 года Ангола была колонией Португалии и все талантливые игроки перехватывались португальскими командами. Молодым ангольцем заинтересовались в «Спортинге», куда он и перешёл, играя атакующим полузащитником и вингером.
В 1958 году Мендоса прибывает в Испанию играть за «Атлетико Мадрид». Он дебютирует в Примере 14 сентября 1958 года в матче против «Овьедо» и сразу же забивает гол, сделав окончательный счёт 2:0. В 1960 году Мендоса завоёвывает Кубок Короля, который стал первым кубком Испании для «Атлетико», а на следующий год повторяет свой успех.
В сезоне 1961/62 «Атлетико» выигрывает Кубок Кубков, первый европейский трофей мадридцев, в финале против «Фиорентины» Мендоса забил один из мячей. На следующий год «Атлетико» вновь в финале, но клуб был бит «Тоттенхэмом» 5:1. В 1965 году «Атлетико» выигрывает ещё один Кубок Испании, а на следующий год празднует победу в чемпионате страны.
За 9 сезонов в «Атлетико» Мендоса выиграл чемпионат Испании, 3 кубка Испании, Кубок Кубков, 3 раза серебряные медали испанского первенства и один финал Кубка Кубков. Мендоса вошёл в историю «Атлетико» как человек, положивший конец лучшей беспроигрышной серии мадридского «Реала» в истории на своём поле (2940 дней — 121 игра): 7 марта 1965 года Мендоса на 75 минуте забил гол, который принёс победу «Атлетико».
В 1967 году Мендоса переходит в «Барселону». В первый же сезон он выигрывает кубок Короля и серебряные медали чемпионата. В 1969 году Мендоса, сыгравший в прошлом испанском первенстве лишь 7 матчей, уходит в «Мальорку». Но клуб терпит неудачу, вылетев во второй дивизион.

## Достижения
- Чемпион Испании: 1966
- Обладатель Кубка Испании: 1960, 1961, 1965, 1968
- Вице-Чемпион Испании: 1961, 1963, 1965, 1968
- Кубок обладателей Кубков УЕФА: Обладатель Кубка Кубков — 1962; финалист турнира — 1963

## Статистика
| Сезон   | Клуб            | Страна  | Чемпионат | Игры | Голы |
| ------- | --------------- | ------- | --------- | ---- | ---- |
| 1958/59 | Атлетико Мадрид | Испания | Примера   | 18   | 6    |
| 1959/60 | Атлетико Мадрид | Испания | Примера   | 12   | 4    |
| 1960/61 | Атлетико Мадрид | Испания | Примера   | 14   | 3    |
| 1961/62 | Атлетико Мадрид | Испания | Примера   | 23   | 8    |
| 1962/63 | Атлетико Мадрид | Испания | Примера   | 20   | 7    |
| 1963/64 | Атлетико Мадрид | Испания | Примера   | 9    | 2    |
| 1964/65 | Атлетико Мадрид | Испания | Примера   | 25   | 13   |
| 1965/66 | Атлетико Мадрид | Испания | Примера   | 24   | 10   |
| 1966/67 | Атлетико Мадрид | Испания | Примера   | 23   | 6    |
| 1967/68 | Барселона       | Испания | Примера   | 26   | 7    |
| 1968/69 | Барселона       | Испания | Примера   | 7    | 2    |
| 1969/70 | Мальорка        | Испания | Примера   | 5    | 2    |